# 豪爾赫·格拉斯
豪尔赫·戴维·格拉斯·埃斯皮内尔（西班牙語：Jorge David Glas Espinel；1969年9月13日—）是厄瓜多尔政治人物和电气工程师。 其於2013年5月24日至2017年12月13日期間出任厄瓜多尔副总统。2017年12月，格拉斯因被指在洗車行動中收受超过1350万美元的贿赂而被国家法院刑事法庭判处六年监禁。 

## 生平
豪尔赫·格拉斯很早就認識拉斐尔·科雷亚，而且兩人關係不錯。 
2008年9月22日，豪尔赫·格拉斯获得滨海高等理工学院电气和电子工程学位 。
2007年起，格拉斯就在拉斐尔·科雷亚政府中任職。格拉斯后来担任电信部部长、战略部门协调部部长、CNT EP第一任董事长。
2013年5月24日起，格拉斯出任副总统。
2017年8月4日，新总统利寧·莫雷諾決定讓格拉斯停職。 
2017年12月15日，格拉斯因被指控從巴西企业奥德布雷希特那裡收受1,350万美元而被判处六年监禁。
2020年4月，格拉斯的刑期加重，刑期從6年延長至8年。此外，他还被剝奪政治權利，法院判處其25年內不得擔任公職。
2022年4月10日，法院向其頒發人身保護令，並批准他假释40天，但很快聖埃倫娜省一家法院撤銷了这项保护令，豪尔赫·格拉斯因此再次被监禁。
2022年11月，豪尔赫·格拉斯再次获释，但在剩余刑期期间不得离开该国。2023年12月，豪尔赫·格拉斯进入位於基多的墨西哥駐厄瓜多爾大使馆，并申请政治庇护。
2024年4月5日，厄瓜多尔警方突袭墨西哥駐厄瓜多爾大使馆，並當場逮捕格拉斯。事后，墨西哥宣佈断绝与厄瓜多尔之間的外交关系。 2024年4月6日，尼加拉瓜為了声援墨西哥，同樣宣佈與厄瓜多爾斷交。